# Alexis Gripenberg
Claes Alexis Constantin Gripenberg, född 17 januari 1852 i Fredrikshamn, död 10 mars 1927 i Helsingfors, var en finländsk ämbetsman och politiker. 
Alexis Gripenberg var son till postdirektören i Finland Achates Ferdinand Gripenberg och Catharina Orräus.
Gripenberg tillhörde 1885–1891 Finska statssekretariatet i Sankt Petersburg och var från 1891 till 1911 med avbrott 1901–1906 överdirektör i fångvårdsstyrelsen. Han tog aktivt del i den sista ståndslantdagen 1905–1906, bland annat som vice lantmarskalk. 
Gripenberg verkade under första världskriget för Finlands frigörelse från Ryssland och var chargé d'affaires, sedermera minister i Stockholm, från januari 1918 till september 1919, alltså Finlands förste diplomatiske representant i Stockholm.
Han var far till Frans Michael Gripenberg, som var Gustaf Mannerheims rådgivare, och till Georg Achates Gripenberg.